# 鹿児島県第3区
鹿児島県第3区（かごしまけんだい3く）は、日本の衆議院における選挙区。1994年（平成6年）の公職選挙法改正で設置。

## 区域

### 現在の区域
2017年（平成29年）公職選挙法改正以降の区域は以下のとおりである。2017年の区割り変更により、かつての3区及び4区の区域の一部が新しい区域となっている。
- 阿久根市
- 出水市
- 薩摩川内市
- 日置市
- いちき串木野市
- 伊佐市
- 姶良市
- 薩摩郡
- 出水郡
- 姶良郡

### 2017年以前の区域
2013年（平成25年）公職選挙法改正から2017年の小選挙区改定までの区域は以下のとおりである。
- 鹿児島市（旧松元町・郡山町域）
- 枕崎市
- 薩摩川内市
- 日置市
- いちき串木野市
- 南さつま市
- 南九州市（旧川辺町・知覧町域）
- 薩摩郡

1994年（平成6年）公職選挙法改正から2013年の小選挙区改定までの区域は以下のとおりである。
- 川内市
- 枕崎市
- 串木野市
- 加世田市
- 川辺郡
- 日置郡
- 薩摩郡

## 歴史
鹿児島県の北部全域を選挙区としている。
県内では珍しいコスタリカ方式で、自由民主党の松下忠洋と宮路和明が、交互に小選挙区と比例九州ブロックで当選を続けてきた。
しかし、2005年の第44回衆議院議員総選挙前に行われた郵政民営化法に対する投票で、松下は反対票を投じたため、総選挙では無所属で出馬してコスタリカ方式は消滅。結果は宮路が松下及び民主党から立候補した野間健を降した。
2009年の第45回衆議院議員総選挙で松下は国民新党から出馬をし、それに対して民主党が推薦をした。諸派の立候補者1人を置き去りにしての事実上一騎打ちとなった宮路と松下の選挙戦は松下が雪辱を果たした。
2012年の第46回衆議院議員総選挙を前に松下が急死し、総選挙投開票の1ヶ月半前に行われた補欠選で、国民新党は松下の弔い選挙として松下の秘書となっていた野間を擁立した。宮路が約5千票差で野間に競り勝って返り咲いたが、総選挙は野間が逆に宮路に競り勝って初当選を果たした（宮路も比例復活）。
2014年の第47回衆議院議員総選挙を前に、宮路は地盤を息子の拓馬に託して引退。一方の野間は国民新党を離脱して無所属として活動を続けていたが、総選挙は野間が再選、拓馬は比例復活となったが、2017年の第48回衆議院議員総選挙で、自民党は定数是正に伴う選挙区調整のため、拓馬を比例九州ブロック単独で出馬させ、新たに小里泰弘を4区から鞍替えさせた。野間は3選を目指して希望の党の結党メンバーとして参加したが、小里が野間の復活当選を許さずに、この区での初当選を果たした。
2021年の第49回衆議院議員総選挙では、野間が議席奪還を目指し、立憲民主党公認の野党統一候補として出馬し、前回の雪辱を果たしたが、小里の比例復活阻止までは至らなかった。
2024年の第50回衆議院議員総選挙では前回と同じく野間が小里との一騎打ちを制して当選。衆議院の解散直前に発足した第1次石破内閣で農林水産大臣に就任した小里は自民党の政治資金パーティー裏金事件や、それ以前の統一教会（現在の世界平和統一家庭連合）との関係などをはじめとする数々の不祥事の影響などにより、鹿児島県を含め、全国的に支持率や得票率などが低下していた影響も相まって、比例復活できず落選となった。

## 小選挙区選出議員
| 選挙名                   | 年                 | 当選者   | 党派       | 備考                  | 備考   |
| ------------------------ | ------------------ | -------- | ---------- | --------------------- | ------ |
| 第41回衆議院議員総選挙   | 1996年（平成8年）  | 松下忠洋 | 自由民主党 |                       | 旧区域 |
| 第42回衆議院議員総選挙   | 2000年（平成12年） | 宮路和明 | 自由民主党 |                       | 旧区域 |
| 第43回衆議院議員総選挙   | 2003年（平成15年） | 宮路和明 | 自由民主党 |                       | 旧区域 |
| 第44回衆議院議員総選挙   | 2005年（平成17年） | 宮路和明 | 自由民主党 |                       | 旧区域 |
| 第45回衆議院議員総選挙   | 2009年（平成21年） | 松下忠洋 | 国民新党   |                       | 旧区域 |
| 第45回衆議院議員補欠選挙 | 2012年（平成24年） | 宮路和明 | 自由民主党 | ※松下忠洋の死去に伴う | 旧区域 |
| 第46回衆議院議員総選挙   | 2012年（平成24年） | 野間健   | 国民新党   |                       | 旧区域 |
| 第47回衆議院議員総選挙   | 2014年（平成26年） | 野間健   | 無所属     |                       | 旧区域 |
| 第48回衆議院議員総選挙   | 2017年（平成29年） | 小里泰弘 | 自由民主党 |                       |        |
| 第49回衆議院議員総選挙   | 2021年（令和3年）  | 野間健   | 立憲民主党 |                       |        |
| 第50回衆議院議員総選挙   | 2024年（令和6年）  | 野間健   | 立憲民主党 |                       |        |

## 選挙結果
時の内閣：第1次石破内閣 解散日：2024年10月9日 公示日：2024年10月15日
当日有権者数：30万9147人 最終投票率：58.15%（前回比： 3.24%） （全国投票率：53.85%（2.08%））
| 当落 | 候補者名 | 年齢 | 所属党派   | 新旧 | 得票数    | 得票率 | 惜敗率 | 推薦・支持 | 重複 |
| ---- | -------- | ---- | ---------- | ---- | --------- | ------ | ------ | ---------- | ---- |
| 当   | 野間健   | 66   | 立憲民主党 | 前   | 102,762票 | 58.26% | ――     |            | ○    |
|      | 小里泰弘 | 66   | 自由民主党 | 前   | 73,630票  | 41.74% | 71.65% | 公明党推薦 | ○    |

時の内閣：第1次岸田内閣 解散日：2021年10月14日 公示日：2021年10月19日
当日有権者数：31万8530人 最終投票率：61.39%（前回比：1.04%） （全国投票率：55.93%（2.25%））
| 当落 | 候補者名 | 年齢 | 所属党派   | 新旧 | 得票数    | 得票率 | 惜敗率 | 推薦・支持 | 重複 |
| ---- | -------- | ---- | ---------- | ---- | --------- | ------ | ------ | ---------- | ---- |
| 当   | 野間健   | 63   | 立憲民主党 | 元   | 104,053票 | 53.87% | ――     |            | ○    |
| 比当 | 小里泰弘 | 63   | 自由民主党 | 前   | 89,110票  | 46.13% | 85.64% | 公明党推薦 | ○    |

時の内閣：第3次安倍第3次改造内閣 解散日：2017年9月28日 公示日：2017年10月10日
当日有権者数：32万9979人 最終投票率：62.43%（前回比：4.86%） （全国投票率：53.68%（1.02%））
| 当落 | 候補者名 | 年齢 | 所属党派   | 新旧 | 得票数    | 得票率 | 惜敗率 | 推薦・支持 | 重複 |
| ---- | -------- | ---- | ---------- | ---- | --------- | ------ | ------ | ---------- | ---- |
| 当   | 小里泰弘 | 59   | 自由民主党 | 前   | 102,501票 | 50.41% | ――     | 公明党推薦 | ○    |
|      | 野間健   | 59   | 希望の党   | 前   | 90,240票  | 44.38% | 88.04% |            | ○    |
|      | 山口勇太 | 26   | 日本共産党 | 新   | 10,605票  | 5.22%  | 10.35% |            |      |

- 宮路は比例単独候補として当選。第49回は1区から出馬し当選。

時の内閣：第2次安倍改造内閣 解散日：2014年11月21日 公示日：2014年12月2日
当日有権者数：25万4599人 最終投票率：57.57%（前回比：3.18%） （全国投票率：52.66%（6.66%））
| 当落 | 候補者名 | 年齢 | 所属党派   | 新旧 | 得票数   | 得票率 | 惜敗率 | 推薦・支持 | 重複 |
| ---- | -------- | ---- | ---------- | ---- | -------- | ------ | ------ | ---------- | ---- |
| 当   | 野間健   | 56   | 無所属     | 前   | 79,003票 | 54.65% | ――     |            | ×    |
| 比当 | 宮路拓馬 | 35   | 自由民主党 | 新   | 56,741票 | 39.25% | 71.82% | 公明党推薦 | ○    |
|      | 山口陽規 | 61   | 日本共産党 | 新   | 8,821票  | 6.10%  | 11.17% |            |      |

時の内閣：野田第3次改造内閣 解散日：2012年11月16日 公示日：2012年12月4日
当日有権者数：25万8665人 最終投票率：60.75%（前回比：12.20%） （全国投票率：59.32%（9.96%））
| 当落 | 候補者名     | 年齢 | 所属党派     | 新旧 | 得票数   | 得票率 | 惜敗率 | 推薦・支持     | 重複 |
| ---- | ------------ | ---- | ------------ | ---- | -------- | ------ | ------ | -------------- | ---- |
| 当   | 野間健       | 54   | 国民新党     | 新   | 70,320票 | 45.23% | ――     | 民主党推薦     |      |
| 比当 | 宮路和明     | 72   | 自由民主党   | 前   | 64,169票 | 41.27% | 91.25% | 公明党推薦     | ○    |
|      | 福留大士     | 36   | 日本維新の会 | 新   | 15,681票 | 10.09% | 22.30% | みんなの党推薦 | ○    |
|      | 大倉野由美子 | 62   | 日本共産党   | 新   | 4,098票  | 2.64%  | 5.83%  |                |      |
|      | 松沢力       | 30   | 幸福実現党   | 新   | 1,210票  | 0.78%  | 1.72%  |                |      |

当日有権者数：258,853人　最終投票率：56.60%

| 当落 | 候補者名     | 年齢 | 所属党派   | 新旧 | 得票数   | 得票率 | 推薦・支持 |
| ---- | ------------ | ---- | ---------- | ---- | -------- | ------ | ---------- |
| 当   | 宮路和明     | 71   | 自由民主党 | 元   | 70,694票 | 48.90% | 公明党推薦 |
|      | 野間健       | 54   | 国民新党   | 新   | 65,025票 | 44.98% | 民主党推薦 |
|      | 大倉野由美子 | 62   | 日本共産党 | 新   | 5,973票  | 4.13%  |            |
|      | 松沢力       | 30   | 幸福実現党 | 新   | 2,886票  | 2.00%  |            |

時の内閣：麻生内閣 解散日：2009年7月21日 公示日：2009年8月18日
当日有権者数：26万4355人 最終投票率：72.95%（前回比：0.82%） （全国投票率：69.28%（1.77%））
| 当落 | 候補者名 | 年齢 | 所属党派   | 新旧 | 得票数    | 得票率 | 惜敗率 | 推薦・支持 | 重複 |
| ---- | -------- | ---- | ---------- | ---- | --------- | ------ | ------ | ---------- | ---- |
| 当   | 松下忠洋 | 70   | 国民新党   | 元   | 107,285票 | 56.53% | ――     | 民主党推薦 | ○    |
|      | 宮路和明 | 68   | 自由民主党 | 前   | 78,876票  | 41.56% | 73.52% |            | ○    |
|      | 寺迫好美 | 57   | 幸福実現党 | 新   | 3,630票   | 1.91%  | 3.38%  |            |      |

時の内閣：第2次小泉改造内閣 解散日：2005年8月8日 公示日：2005年8月30日
当日有権者数：27万591人 最終投票率：72.13%（前回比：7.99%） （全国投票率：67.51%（7.65%））
| 当落 | 候補者名 | 年齢 | 所属党派   | 新旧 | 得票数   | 得票率 | 惜敗率 | 推薦・支持 | 重複 |
| ---- | -------- | ---- | ---------- | ---- | -------- | ------ | ------ | ---------- | ---- |
| 当   | 宮路和明 | 64   | 自由民主党 | 前   | 92,291票 | 47.94% | ――     |            | ○    |
|      | 松下忠洋 | 66   | 無所属     | 前   | 68,808票 | 35.74% | 74.56% |            | ×    |
|      | 野間健   | 46   | 民主党     | 新   | 31,429票 | 16.32% | 34.05% |            | ○    |

- 松下は郵政民営化に反対したことから無所属出馬。

時の内閣：第1次小泉第2次改造内閣 解散日：2003年10月10日 公示日：2003年10月28日 最終投票率：64.14% （全国投票率：59.86%（2.63%））
| 当落 | 候補者名 | 年齢 | 所属党派   | 新旧 | 得票数    | 得票率 | 惜敗率 | 推薦・支持 | 重複 |
| ---- | -------- | ---- | ---------- | ---- | --------- | ------ | ------ | ---------- | ---- |
| 当   | 宮路和明 | 62   | 自由民主党 | 前   | 113,743票 | 66.87% | ――     |            | ○    |
|      | 大園勝司 | 45   | 民主党     | 新   | 45,308票  | 26.64% | 39.83% |            | ○    |
|      | 村山智   | 56   | 日本共産党 | 新   | 11,042票  | 6.49%  | 9.71%  |            |      |

時の内閣：第1次森内閣 解散日：2000年6月2日 公示日：2000年6月13日 （全国投票率：62.49%（2.84%））
| 当落 | 候補者名 | 年齢 | 所属党派   | 新旧 | 得票数    | 得票率 | 惜敗率 | 推薦・支持 | 重複 |
| ---- | -------- | ---- | ---------- | ---- | --------- | ------ | ------ | ---------- | ---- |
| 当   | 宮路和明 | 59   | 自由民主党 | 前   | 127,315票 | 72.11% | ――     |            | ○    |
|      | 大園勝司 | 42   | 民主党     | 新   | 33,590票  | 19.03% | 26.38% |            | ○    |
|      | 村山智   | 52   | 日本共産党 | 新   | 15,651票  | 8.86%  | 12.29% |            |      |

時の内閣：第1次橋本内閣 解散日：1996年9月27日 公示日：1996年10月8日 （全国投票率：59.65%（8.11%））
| 当落 | 候補者名   | 年齢 | 所属党派   | 新旧 | 得票数    | 得票率 | 惜敗率 | 推薦・支持 | 重複 |
| ---- | ---------- | ---- | ---------- | ---- | --------- | ------ | ------ | ---------- | ---- |
| 当   | 松下忠洋   | 57   | 自由民主党 | 前   | 107,385票 | 65.80% | ――     |            |      |
|      | 平田辰一郎 | 56   | 新進党     | 元   | 41,659票  | 25.53% | 38.79% |            |      |
|      | 村山智     | 48   | 日本共産党 | 新   | 14,151票  | 8.67%  | 13.18% |            |      |

- 松下は第42回・第43回は比例単独候補として当選。